# José María Yáñez

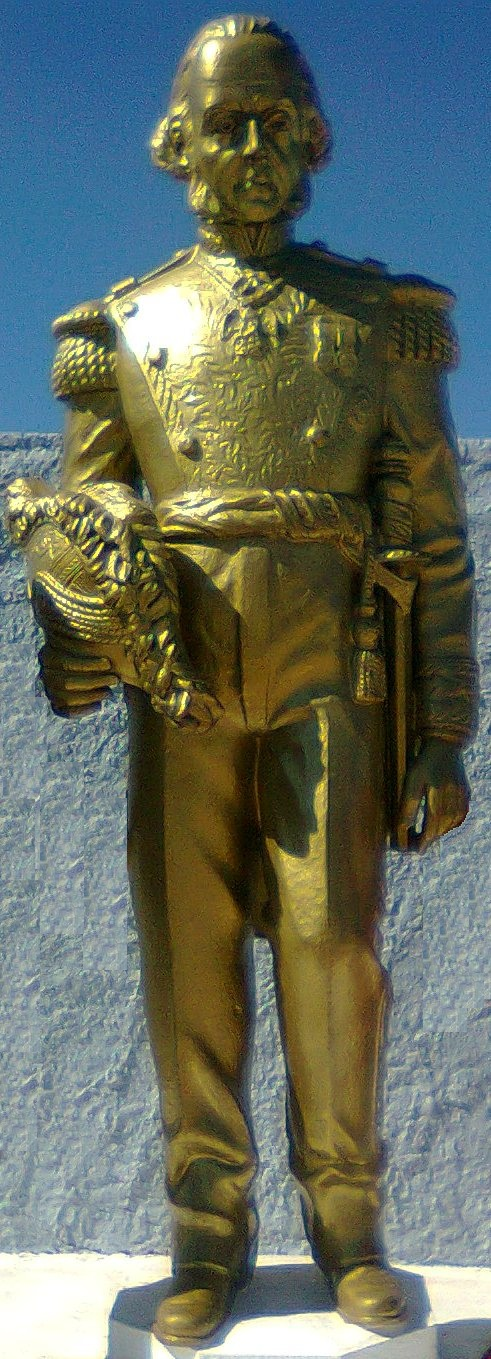
Monument voor Yáñez in de "Heroes Civiles" van Guaymas Sonora

José María Yáñez y Carrillo   (Valle de Santiago, 1803 – Mexico-Stad, 10 augustus 1880) was een Mexicaans militair.
Op 18-jarige leeftijd sloot hij zich aan bij het Leger van de Drie Garantiën tijdens de Mexicaanse Onafhankelijkheidsoorlog. In 1829 vocht hij bij het afslaan van de Spaanse invasie in Tampico en in 1838 in Veracruz tijdens de Gebakoorlog. In 1846 kwam hij in opstand tegen president Mariano Paredes y Arrillaga en wist tijdens de Amerikaans-Mexicaanse Oorlog succesvol een aanval op San Blas af te slaan.
In 1854 werd hij benoemd tot gouverneur van Sonora, om het hoofd te kunnen bieden aan een aanval van de Franse filibuster Gaston Raousset-Boulbon. Boulbon poogde met een legertje van 400 man Sonora te veroveren en onafhankelijk te verklaren met zichzelf als staatshoofd. Yáñez leidde de verdediging van Guaymas, waar hij Boulbon wist te verslaan. Boulbon werd gevangengenomen en geëxecuteerd. Desalniettemin werd hij door president Antonio López de Santa Anna ontslagen, doch na diens omverwerping werd hij benoemd tot "Weldoener van Sonora en Jalisco".
Later vocht hij aan de zijde van de conservatieven tijdens de Hervormingsoorlog en diende onder het keizerrijk van Maximiliaan van Mexico. Hij overleed in 1880, op dat moment was hij minister van oorlog.